# Ľudovít Ódor
Ľudovít Ódor (2 de julio de 1976) es un político y economista eslovaco. Tras la renuncia de Eduard Heger, Ódor fue designado como primer ministro de Eslovaquia y asumió el 15 de mayo de 2023.

## Temprana edad y educación
Ľudovít Ódor nació en Komárno, Checoslovaquia el 2 de julio de 1976. Es miembro de la minoría húngara en Eslovaquia y su nombre a menudo se escribe como Ódor Lajos en escritos en idioma húngaro. Terminó sus estudios secundarios en el Selye János Gymnasium, de idioma húngaro, en su lugar de nacimiento. Asistió a la Universidad Comenius en Bratislava con una maestría en matemáticas y administración, y se graduó en 1999. Habla con fluidez eslovaco, húngaro e inglés.

## Carrera económica (1999-2023)
Mientras estaba en la Universidad Comenius, Ódor se convirtió en analista de la Československá obchodní banka, y dejó su puesto en 2001 para trabajar en la agencia de calificación eslovaca; después de dos años, Ódor se convirtió en el economista jefe del Ministerio de Finanzas de la República Eslovaca. En enero de 2006, se convirtió en miembro de la junta del Banco Nacional de Eslovaquia y asesoró a la entonces primera ministra Iveta Radičová y al entonces ministro de finanzas Ivan Mikloš de 2010 a 2012. En septiembre de 2015, Ódor fue nombrado vicepresidente de la Asociación de Consejos Fiscales Independientes de la Unión Europea, cargo que ocupó hasta octubre de 2017, cuando se convirtió en miembro del consejo de supervisión de Slovenská sporiteľňa y miembro del Consejo de Responsabilidad Presupuestaria hasta febrero de 2018.
En febrero de 2018, Ódor se convirtió en vicegobernador del Banco Nacional de Eslovaquia. Es cofundador del Instituto de Política Financiera, el Consejo para la Responsabilidad Presupuestaria y la Unidad de Valor por Dinero. Además, Ódor es profesor invitado en la Universidad Centroeuropea.

## Primer ministro (2023-presente)
El 7 de mayo de 2023, el primer ministro interino Eduard Heger —quien lideró la mayoría en el parlamento hasta septiembre de 2022, cuando el partido libertario SaS renunció a la coalición gobernante— dimitió luego de una serie de renuncias de ministros que no pudieron ser reemplazados durante un gobierno interino. Heger le pidió al presidente que nombrara un gobierno tecnocrático. Ódor lo reemplazó a partir del 15 de mayo, según lo estipulado por la presidenta Zuzana Čaputová.

### Política doméstica
Según su sitio web, Ódor cree en el pragmatismo y la economía basada en la evidencia.